# 无隔芥属
无隔芥属（学名：Staintoniella）是十字花科下的一个属，为矮小多年生草本植物。该属共有2种，分布于尼泊尔及中国。